# Pholidocarpus ihur
Pholidocarpus ihur är en enhjärtbladig växtart som först beskrevs av Paul Dietrich Giseke, och fick sitt nu gällande namn av Carl Ludwig von Blume. Pholidocarpus ihur ingår i släktet Pholidocarpus och familjen Arecaceae. Inga underarter finns listade i Catalogue of Life.